# Hainanjapyx
Hainanjapyx es un género de Diplura en la familia Japygidae.

## Especies
- Hainanjapyx jianfengensis Chou, in Chou & Chen 1983
- Hainanjapyx xinlongensis Chou, in Chou & Chen 1983